# Bergen, Birkenfeld
Bergen là một đô thị thuộc huyện Birkenfeld, tiểu bang Rhineland-Palatinate, Đức.
Đô thị này có diện tích 10,42 km2, dân số thời điểm cuối năm 2006 là 470 người.